# Sphingius tristiculus
Espèce
Sphingius tristiculus est une espèce d'araignées aranéomorphes de la famille des Liocranidae.

## Distribution
Cette espèce est endémique du Viêt Nam.

## Description
Le mâle mesure 6 mm et la femelle 6 mm.

## Publication originale
- Simon, 1903 : Descriptions d'arachnides nouveaux. Annales de la Société entomologique de Belgique, vol. 47, p. 21-39 (texte intégral).